# Mark Jansen
Mark Jansen är en författare till böcker om annonsering på internet, samt (2021) kommunikationsdirektör för Google i norra Europa.

## Biografi
Jansen har skrivit flera böcker om marknadsföring med hjälp av Google, och är (2021) kommunikationsdirektör för Google i norra Europa.
Jansen har 2020 uttalat sig om Googles roll och aktiviteter i så kallade "bitcoin-bedrägerier", där annonser lagts upp på Google där kända personer utan eget medgivande påståtts göra lönsamma affärer via investeringar i bitcoin. Han har angett att Google bemödar sig om att stoppa sådana annonser, men att det är en "katt- och råttalek" där bedragarnas strategier successivt utvecklas för att kringgå Googles rutiner.
Jansen har 2021 uttalat sig om Googles beslut att i december 2020 stänga ner youtube-kanalen Swebbtv, som motiverades med att kanalen brutit mot Googles regler om rapportering kring corona, samt dess regler om hatretorik.